# Campionati europei di karate 2002
La 37ª edizione del campionato europeo di karate si è svolta a Tallinn dal 3 al 5 maggio 2002.

## Medagliere
| Nazione              | O | A | B |
| -------------------- | - | - | - |
| Francia              | 8 | 2 | 6 |
| Italia               | 3 | 5 | 2 |
| Spagna               | 3 | 4 | 5 |
| Turchia              | 1 | 1 | 0 |
| Bosnia ed Erzegovina | 1 | 0 | 0 |
| Rep. Ceca            | 1 | 0 | 0 |
| Inghilterra          | 0 | 2 | 4 |
| Jugoslavia           | 0 | 1 | 2 |
| Paesi Bassi          | 0 | 1 | 1 |
| Slovacchia           | 0 | 1 | 0 |
| Russia               | 0 | 0 | 4 |
| Germania             | 0 | 0 | 2 |
| Grecia               | 0 | 0 | 2 |
| Bulgaria             | 0 | 0 | 1 |
| Croazia              | 0 | 0 | 1 |
| Finlandia            | 0 | 0 | 1 |
| Lussemburgo          | 0 | 0 | 1 |
| Scozia               | 0 | 0 | 1 |
| Svizzera             | 0 | 0 | 1 |

## Podi

### Kata
| Posizione | Karateka             |
| --------- | -------------------- |
| 1         | Luca Valdesi         |
| 2         | Lucio Maurino        |
| 3         | Stéphane Mari        |
| 3         | M. Rodriguez Toquero |

| Posizione | Karateka                      |
| --------- | ----------------------------- |
| 1         | P. Nova                       |
| 2         | Myriam Szkudlarek             |
| 3         | Sabrina Buil                  |
| 3         | Miriam Cogolludo de la Herras |

| Posizione | Nazione  |
| --------- | -------- |
| 1         | Italia   |
| 2         | Spagna   |
| 3         | Francia  |
| 3         | Germania |

| Posizione | Nazione |
| --------- | ------- |
| 1         | Francia |
| 2         | Spagna  |
| 3         | Croazia |
| 3         | Italia  |

### Kumite
| Posizione | Karateka            |
| --------- | ------------------- |
| 1         | Cécil Boulesnane    |
| 2         | Francesco Ortu      |
| 3         | B. Ivanov           |
| 3         | Davíd Luque Camacho |

| Posizione | Karateka           |
| --------- | ------------------ |
| 1         | Alexandre Biamonti |
| 2         | Andrea Calzola     |
| 3         | M. Caamano         |
| 3         | J. Ledgister       |

| Posizione | Karateka             |
| --------- | -------------------- |
| 1         | Giuseppe di Domenico |
| 2         | A. Boeelbai          |
| 3         | M. Hammou            |
| 3         | E. Luukka            |

| Posizione | Karateka                  |
| --------- | ------------------------- |
| 1         | Iván Leal Reglero         |
| 2         | Salvatore Loria           |
| 3         | A. Gavrilov               |
| 3         | Konstantinos Papadopoulos |

| Posizione | Karateka         |
| --------- | ---------------- |
| 1         | D. Muhovic       |
| 2         | Daniël Sabanovic |
| 3         | D. Pack          |
| 3         | E. Robb          |

| Posizione | Karateka           |
| --------- | ------------------ |
| 1         | Seydina Balde      |
| 2         | Leon Walters       |
| 3         | Davide Benetello   |
| 3         | Aleksandr Guerunov |

| Posizione | Karateka           |
| --------- | ------------------ |
| 1         | S. Blanco Granes   |
| 2         | Zeynel Celik       |
| 3         | Aleksandr Guerunov |
| 3         | P. Stojadinov      |

| Posizione | Karateka       |
| --------- | -------------- |
| 1         | Nadia Mecheri  |
| 2         | E. Garcia Romo |
| 3         | Kora Knühmann  |
| 3         | E. Kosmidou    |

| Posizione | Karateka       |
| --------- | -------------- |
| 1         | N. Fernandez   |
| 2         | M. Ilcikova    |
| 3         | N. Chereau     |
| 3         | Nathalie Leroy |

| Posizione | Karateka         |
| --------- | ---------------- |
| 1         | Laurence Fischer |
| 2         | T. Weekes        |
| 3         | S. Pekovic       |
| 3         | Tessy Scholtes   |

| Posizione | Karateka           |
| --------- | ------------------ |
| 1         | Yıldız Aras        |
| 2         | Roberta Minet      |
| 3         | Cristina Feo Gomez |
| 3         | Nathalie Leroy     |

| Posizione | Nazione     |
| --------- | ----------- |
| 1         | Francia     |
| 2         | Spagna      |
| 3         | Inghilterra |
| 3         | Russia      |

| Posizione | Nazione     |
| --------- | ----------- |
| 1         | Francia     |
| 2         | Jugoslavia  |
| 3         | Inghilterra |
| 3         | Spagna      |